# Juan de Zamora (siglo XVI)

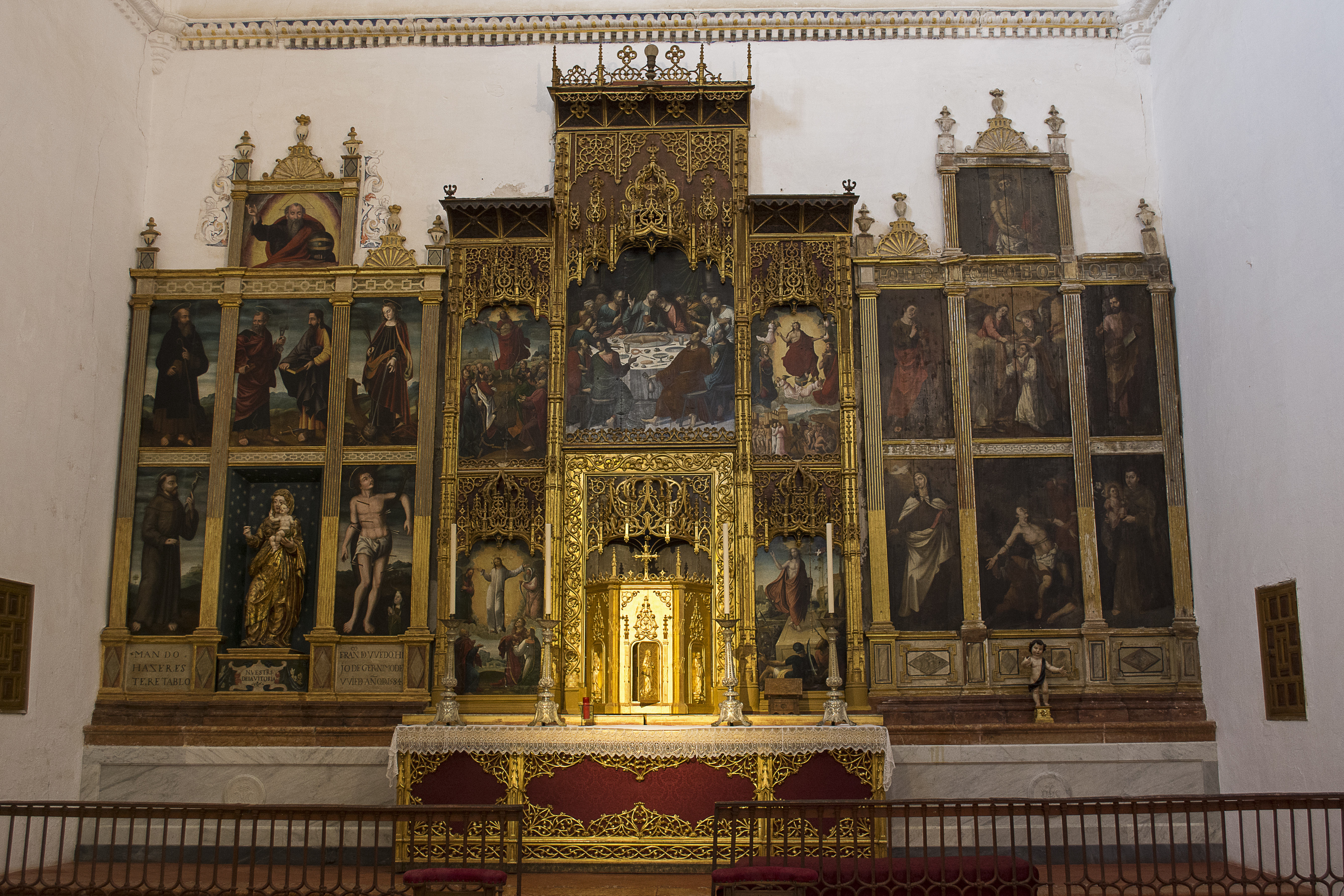
La pinturas centrales de este retablo, en la capilla del sagrario de la colegiata de Osuna, fueron realizadas por Juan de Zamora en 1531.

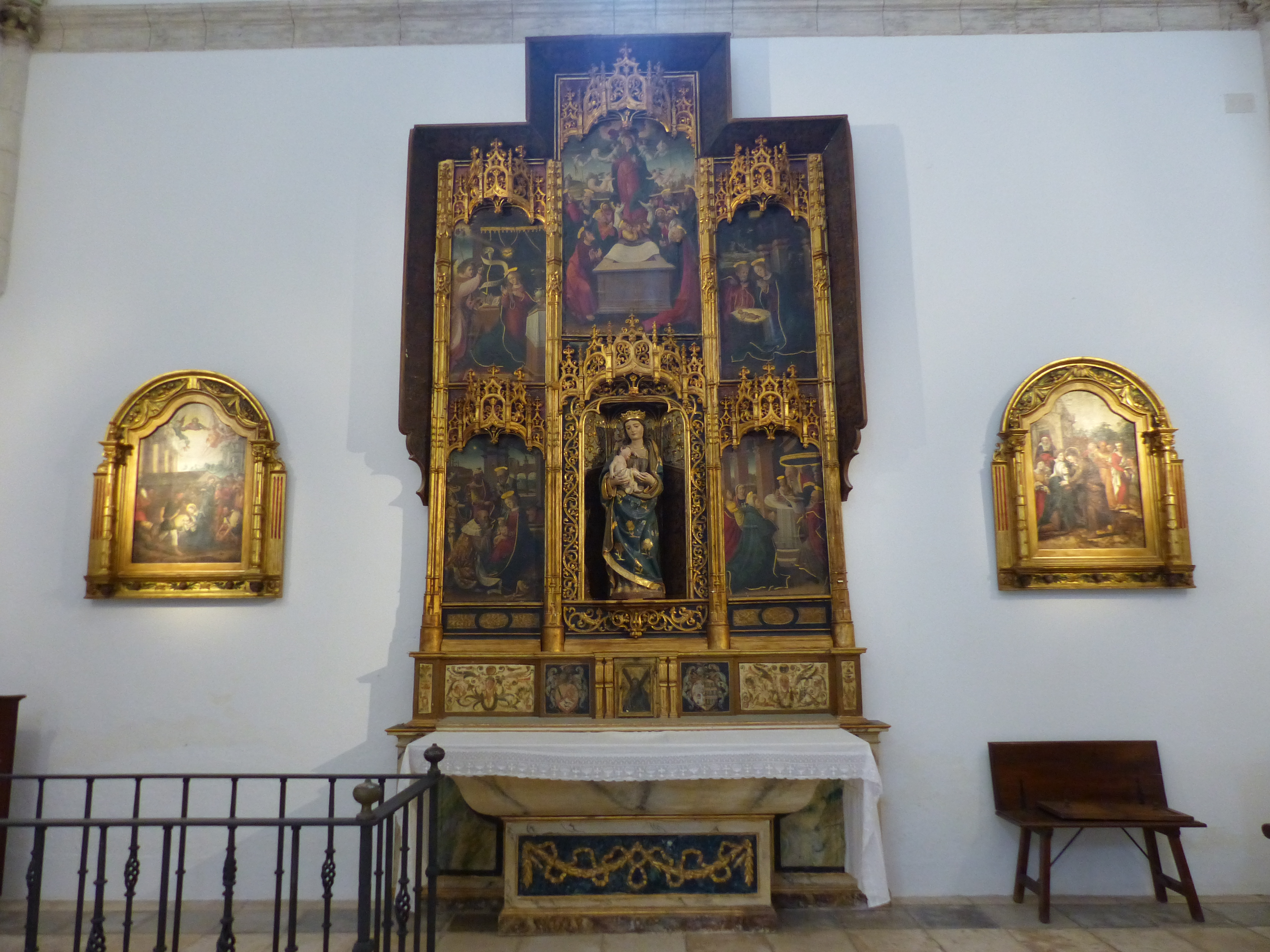
Pinturas atribuidas a Juan de Zamora, en la colegiata de Osuna.

Juan de Zamora (nacido a principios del siglo XVI y fallecido aproximadamente entre 1580-1585) fue un pintor y en menor medida escultor activo entre 1527 y 1578 en Sevilla y Andalucía, seguidor de Alejo Fernández.

## Biografía
Se desconoce su lugar de nacimiento, era hijo de Alonso de Zamora. Desde bastante joven se le conoce trabajando en Sevilla. Tuvo dos hijos también pintores: Pedro de Bonilla y Diego de Zamora y dos hijas que contrajeron matrimonio con los escultores Juan Giralte y Juan Bautista Vázquez el Viejo. Fue seguidor del artista Alejo Fernández.
Los primeros datos conocidos del trabajo de Juan de Zamora, son de 1526, acerca de su colaboración con un pintor llamado Juan Sánchez.
En el año 1531 acordó con el cabildo de la Colegiata de Osuna la realización del retablo de la capilla del Sagrario de la Colegiata, igualmente se le atribuyen en la misma iglesia, las pinturas de otro retablo a los pies del templo.
En 1536 pintó la Virgen de los Remedios para el retablo de la iglesia de Santa Ana de Sevilla, que actualmente se conserva en esta iglesia.
En 1539, realizó una pintura para el retablo de la iglesia de Nuestra Señora de la Consolación de El Coronil. Actualmente, se conserva en la capilla bautismal de esta iglesia una pintura sobre tabla de la Virgen con el Niño que pudo formar parte de este retablo.
También se le atribuyen cuatro pinturas sobre tablas de la sacristía, de los Evangelistas, de hacia 1540, para la iglesia de Nuestra Señora de las Nieves de la Rinconada.
En 1544 realizó el dorado del sagrario de la parroquia de San Felipe de Carmona. Entre 1562 y 1564, pintó el retablo de la iglesia del convento de Nuestra Señora de Gracia de Huelva, junto al escultor y entallador de origen flamenco Juan Giralte.
El profesor Valdivieso caracteriza a Zamora: «son característicos de su personalidad los rostros de suaves rasgos físicos que traducen una expresión abosrta y ensimismada. Un dibujo riguroso y no excesivamente experto, que otorga una notoria dureza de expresión a las figuras».
En cuanto a su obra escultórica poco se conoce salvo la talla de Ntra. Sra. del Rosario de la Parroquia de Castilleja del Campo, realizada por Juan de Zamora entre 1578 y 1580.